# Jampäl Namdröl Chökyi Gyaltsen

Jampäl Namdröl Chökyi Gyaltsen

Jampäl Namdröl Chökyi Gyaltsen (Lhasa, 6 januari 1933 - Ulaanbaatar, 1 maart 2012) was de negende jabzandamba van Mongolië en de zevende die van Tibetaanse afkomst was. Na de dood van Ngawang Losang Chökyi Nyima Tenzin Wongchuk in 1924 trachtte het communistische regime de selectie van een nieuwe tulku te voorkomen.
In 1936 zou Jampäl Yeshe Gyaltsen, de vijfde Reting rinpoche en op dat moment heersende regent in Tibet sinds de dood van de dertiende dalai lama, ontdekt hebben dat de dan vierjarige Jampäl Namdröl Chökyi Gyaltsen de incarnatie was van de achtste jabzamdanba, Ngawang Losang Chökyi Nyima Tenzin Wongchuk. Die ontdekking werd vanwege de voor het boeddhisme desastreuze situatie in Mongolië geheim gehouden.
Op de leeftijd van zeven jaar werd hij een monnik in het klooster van Drepung vlak bij Lhasa. Op de leeftijd van vijfentwintig jaar deed hij echter afstand van zijn gelofte als monnik, trouwde en kreeg een aantal kinderen.
Toen  Tenzin Gyatso, de veertiende dalai lama, in 1959 naar India vluchtte, werd hij gevolgd door Jampäl Namdröl die vreesde dat indien in de nieuw ontstane situatie in Tibet zijn identiteit toch onthuld zou worden dit dan misbruikt zou worden voor communistische propaganda. In de jaren daarna vervulde hij diverse functies, waaronder ook bij de Tibetaanse regering in ballingschap. Na de dood van zijn eerste echtgenote hertrouwde hij en in 1975 vestigde het echtpaar zich met dan in totaal zeven kinderen in de zuidelijke Indiase deelstaat Karnataka.
In Mongolië viel circa 1990 de alleenheerschappij van de communistische partij en in het land ontwikkelde zich een meerpartijensysteem en een vorm van min of meer democratie. In dat jaar, 1990, onthulde ook de dalai lama de identiteit van Jampäl Namdröl als de negende jabzandamba. In 1992 werd hij ook in Dharamsala als zodanig geïnstalleerd.
De dalai lama benoemde Jampäl Namdröl enige jaren later ook als hoeder van de Jonangtraditie binnen het Tibetaans boeddhisme. De eerste jabzandamba, Zanabazar werd geacht de reïncarnatie te zijn van de belangrijkste tulku in die traditie, Taranatha.
Vanaf 1992 werd Jampäl Namdröl talloze malen de vraag gesteld, waarom hij zich niet in Mongolië ging vestigen dat zich in democratische richting ontwikkelde maar in Dharamsala bleef wonen. Hij sprak dan steeds uit dit zo spoedig als omstandigheden het mogelijk maken ook uit te voeren.
Waarschijnlijk had Jampäl Namdröl nog lange tijd een functie in het staatsbestel in het nieuwe Mongolië voor zichzelf voor ogen, bijvoorbeeld als monarch of in ieder geval staatshoofd. Achtereenvolgende Mongoolse regeringen hebben echter altijd geweigerd een dergelijke optie ook maar te overwegen.
Een tweede element betrof de teruggave van het na 1924 geconfisqueerde eigendom van de achtste jabzandamba. Na 1992 hadden achtereenvolgende Mongoolse regeringen de overgebleven boeddhistische kloosters en andere gebouwen wel teruggegeven aan de geloofsgemeenschap, maar het teruggegeven grondbezit had niet die immense omvang van voor 1924. Ook hierin weigerden Mongoolse regeringen een andere optie te overwegen.
In 1999 bezocht Jampäl Namdröl Mongolië voor het eerst op een toeristenvisum. Het zou daarna nog ruim 10 jaar duren voordat hij in 2010 het Mongoolse staatsburgerschap aanvroeg en verkreeg. Hij verbleef een korte tijd in het klooster  Gandantegchinlen, maar keerde daarna naar India en Dharamsala terug. In 2011 keerde hij als een dan al ernstig zieke man weer terug naar Mongolië. Op 1 november van dat jaar werd hij door de Mongoolse geloofsgemeenschap van Tibetaanse boeddhisten als hun hoofd geïnstalleerd. Op 1 maart 2012 overleed hij. 